# Cyklopentanpenton
Cyklopentanpenton, také nazývaný kyselina leukonová, je hypotetická anorganická sloučenina se vzorcem C5O5, pětinásobný keton odvozený od cyklopentanu. Jedná se o oxid uhlíku, konkrétně pentamer oxidu uhelnatého.
Tato sloučenina nebyla dosud získána v makroskopickém množství, ale jsou popsány její přípravy v menším měřítku.

## Podobné sloučeniny
Cyklopentanpenton je neutrálním protějškem krokonátového aniontu, C5O 2−
5 .
Látka často popisovaná jako „pentahydrát cyklopentanpentonu“ (C5O5·5H2O) je pravděpodobně dekahydroxycyklopentan (C5(OH)10).